# بالدرن (قشلاق أهر)
بالدرن (بالفارسية: پالدرن) هي منطقة سكنية تقع في إيران في قسم قشلاق الریفي. يقدر عدد سكانها بـ 40 نسمة .